# Liste der Kulturgüter in Corseaux
Die Liste der Kulturgüter in Corseaux enthält alle Objekte in der Gemeinde Corseaux im Kanton Waadt, die gemäss der Haager Konvention zum Schutz von Kulturgut bei bewaffneten Konflikten, dem Bundesgesetz vom 20. Juni 2014 über den Schutz der Kulturgüter bei bewaffneten Konflikten sowie der Verordnung vom 29. Oktober 2014 über den Schutz der Kulturgüter bei bewaffneten Konflikten unter Schutz stehen.
Objekte der Kategorien A und B sind vollständig in der Liste enthalten, Objekte der Kategorie C fehlen zurzeit (Stand: 1. Januar 2023).

## Kulturgüter
| Foto |                                                           | Objekt | Kat. | Typ | Standort                                     | Beschreibung |
| ---- | --------------------------------------------------------- | --- | ---- | --- | -------------------------------------------- | ------------ |
| ja   | Datei hochladen · Wikidata zu Villa Le Lac (Q1519685)     | Villa Le Lac KGS-Nr.: 06020                                                                                      | A    | G   | Route de Lavaux 21 553208 / 146525           |              |
| ja   | Datei hochladen · Wikidata zu Villa De Grandi (Q29890704) | Villa De Grandi, erbaut durch Alberto Sartoris / Villa De Grandi, construite par Alberto Sartoris KGS-Nr.: 14593 | B    | G   | Chemin d’Entre-Deux-Villes 7 553838 / 146732 |              |